# Manual Rosas
Manuel Rosas Sánchez, bijnaam Chaquetas, (Mexico-Stad, 17 april 1912 - 20 februari 1989), was een Mexicaanse voetballer die deelnam aan het WK van 1930.
Hij was de eerste speler in de geschiedenis van de FIFA World Cup die een doelpunt maakte vanaf de strafschopstip (tegen Argentinië). Met het eerste doelpunt dat hij scoorde tijdens het WK, werd hij destijds de jongste speler die scoorde op het WK, een record dat later werd verbroken door Pelé, hoewel Rosas de op een na jongste blijft. Hij was ook de eerste Mexicaanse speler die meerdere doelpunten scoorde in het WK-wedstrijd (de eerste die meer dan twee doelpunten scoorde was Luis Hernandez, 68 jaar later) en de eerste speler die een eigen doelpunt scoorde in de geschiedenis van de FIFA-wereldbeker (tegen Chili).
Zijn broer, Felipe Rosas, speelde ook op het WK 1930. Beiden waren tijdens het toernooi speler van Atlante FC.

## Interland Doelpunten
Goals voor Mexico
| #  | Datum        | Stadion                                 | Tegenstander | Scoren | Resultaat | Wedstrijd             |
| -- | ------------ | --------------------------------------- | ------------ | ------ | --------- | --------------------- |
| 1. | 19 juli 1930 | Estadio Centenario, Montevideo, Uruguay | Argentinië   | 1 –3   | 3-6       | FIFA Wereldbeker 1930 |
| 2. | 19 juli 1930 | Estadio Centenario, Montevideo, Uruguay | Argentinië   | 2 –5   | 3-6       | FIFA Wereldbeker 1930 |